# Maikel van der Vleuten

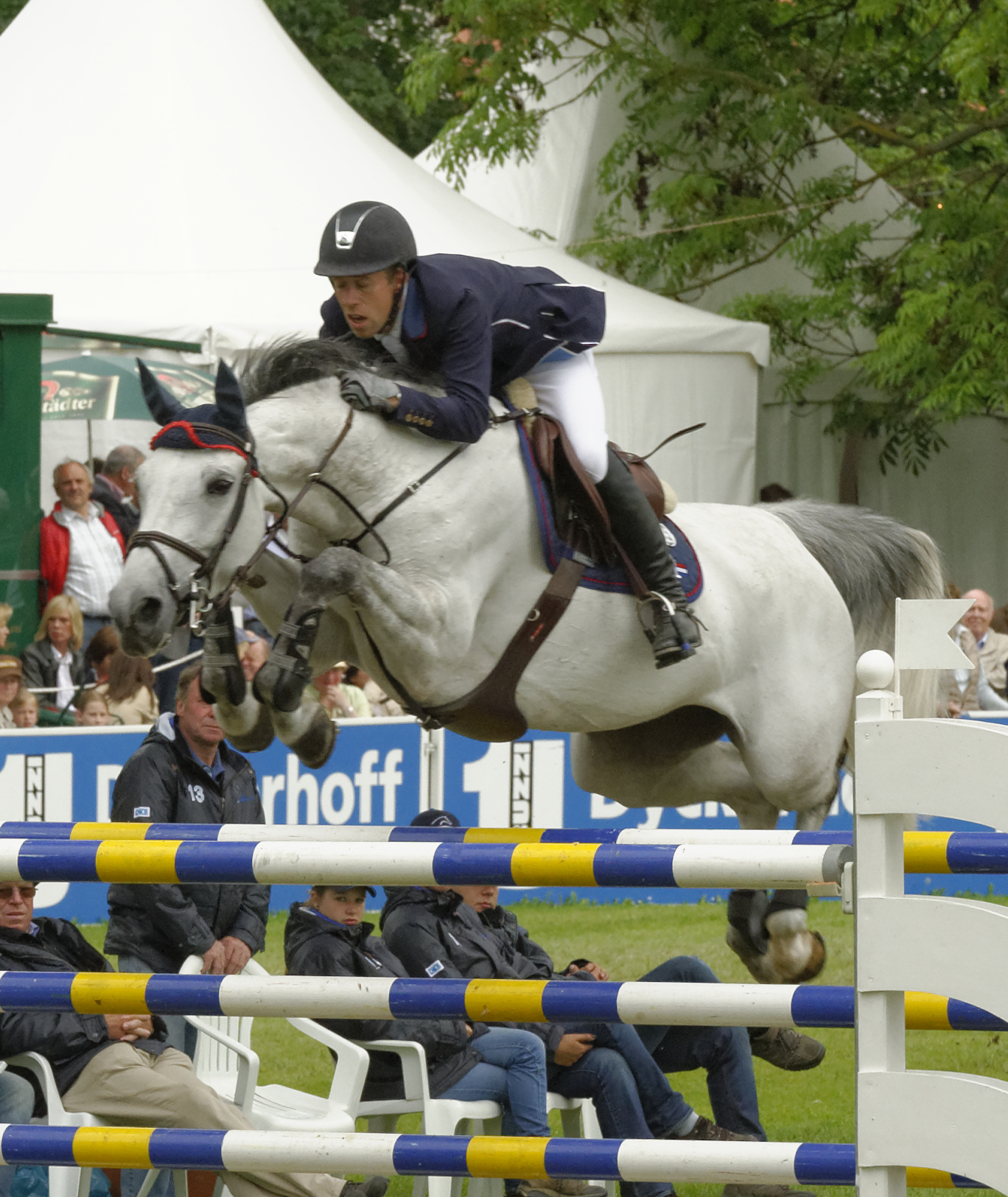
Maikel van der Vleuten met VDL Groep Eureka, PfingstTurnier Wiesbaden 2013

Maikel van der Vleuten (Geldrop, 10 februari 1988) is een Nederlands springruiter die Nederland met zijn paard Verdi TN vertegenwoordigde op de Olympische Spelen van 2012 in Londen. Hij won met het Nederlands landenteam een zilveren medaille. Ook in 2016 was Van der Vleuten actief op de Spelen. Op de Olympische Spelen van 2020 in Tokio won hij brons bij de individuele springruiters. Bij de  Olympische Spelen van 2024 in Parijs weet Van der Vleuten opnieuw een bronzen medaille te veroveren.

## Palmares
- 2012:  Olympische Spelen Londen landenteam met VDL Groep Verdi
- 2012:  Grote prijs Trofeo El Corte Ingles Spanje met VDL Groep Sapphire
- 2012:  Grote prijs Helsinki met VDL Groep Verdi
- 2012:  Championat von Leipzig met VDL Groep Zandorra
- 2016:  Grote prijs jumping Amsterdam met Arera C
- 2021:  Olympische Spelen Tokyo met Beauville Z
- 2022:  WK Herning met Beauville Z
- 2024:  Olympische Spelen Parijs met Beauville Z